# Pfaffenthal

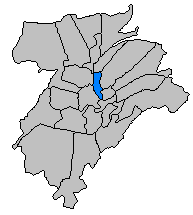
Stadsdelar i staden Luxemburg med Pfaffenthal markerat

Pfaffenthal (Paafendall) är en stadsdel i staden Luxemburg i Luxemburg. Pfaffenthal ligger 270 meter över havet
Pfaffenthal har en järnvägsstation, Pfaffenthal-Kirchberg. Den är förbunden med den ovanförliggande stadsdelen Kirchberg och Luxemburgs spårväg med Bergbanan Pfaffenthal–Kirchberg.
Från Pfaffenthal finns också en av staden ägd och driven hiss till Uewerstad.

## Bildgalleri

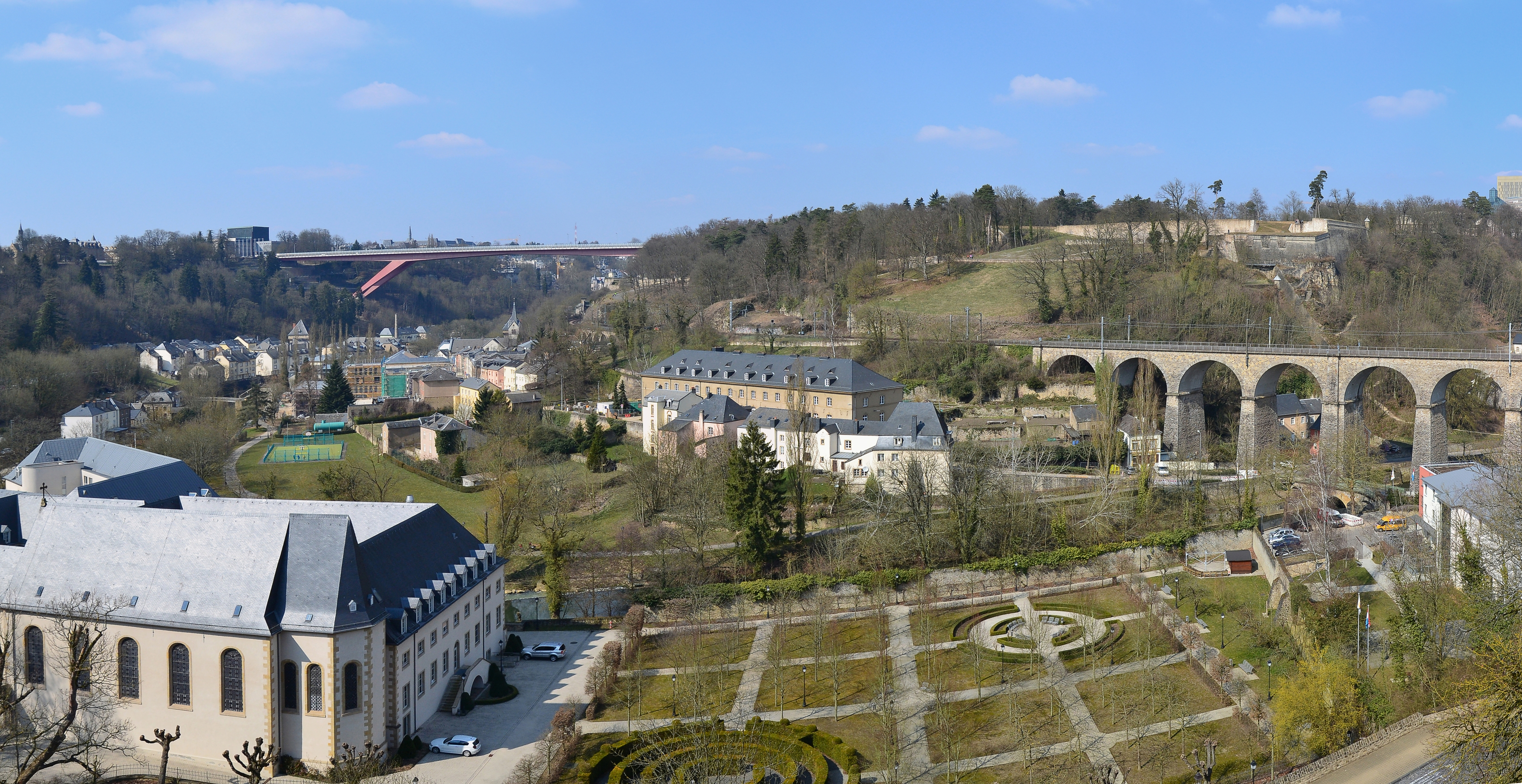
Pfaffental sedd från Bock mot Stohertiginnan Charlottebron över Alizette till Kirchberg.
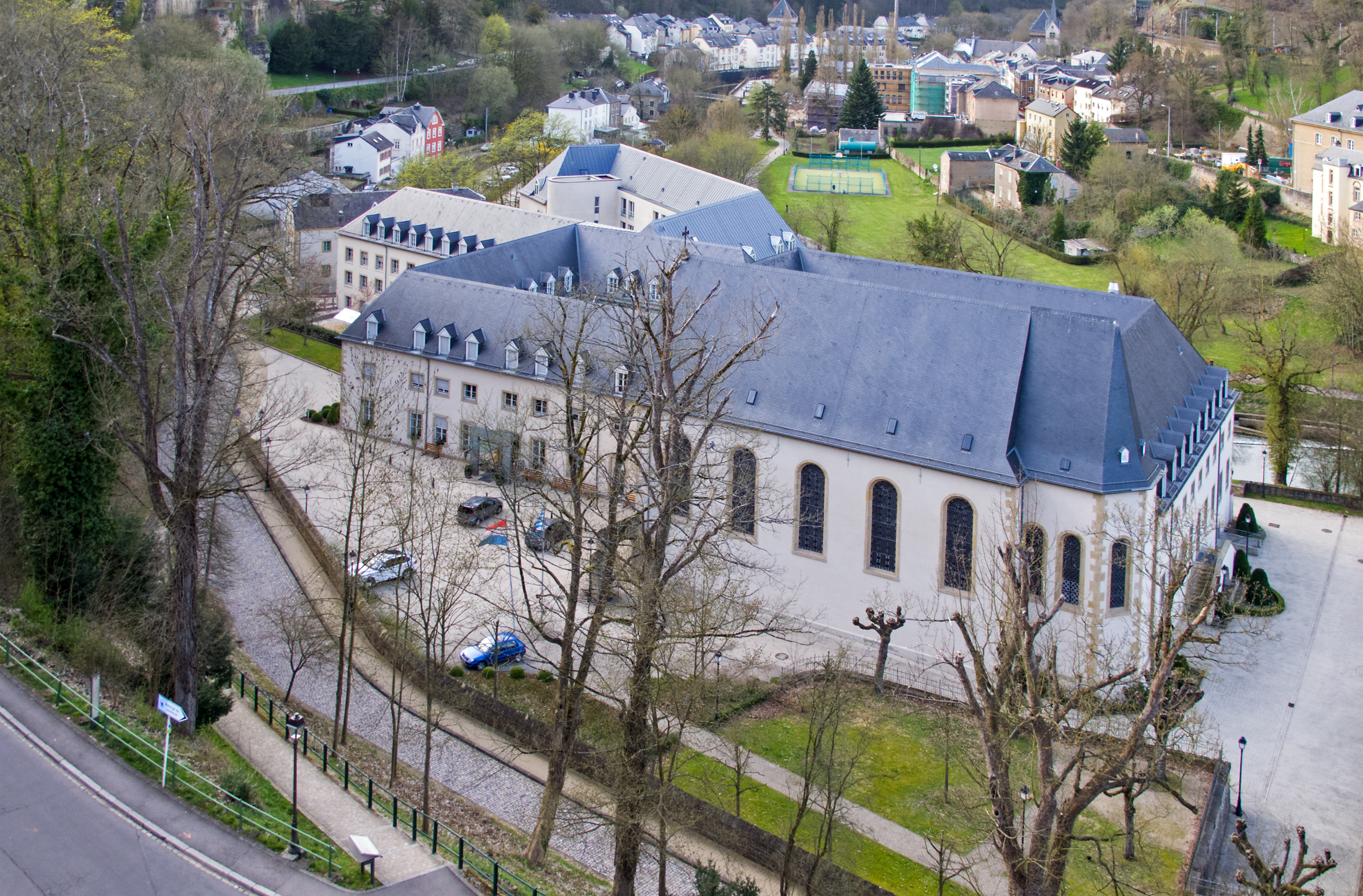
Hospice civil vid rue Mohrfels
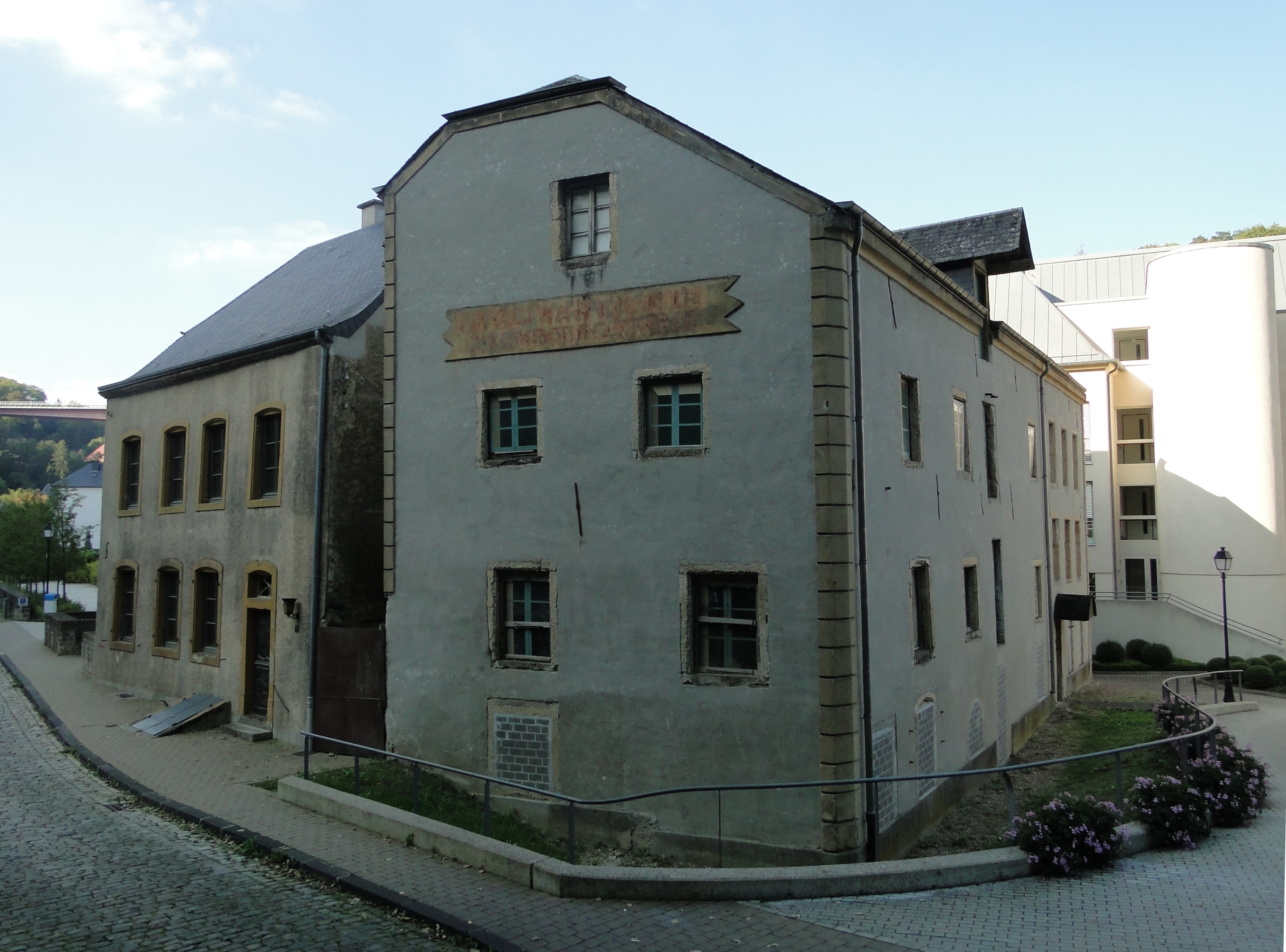
Muerbelskvarnarna.
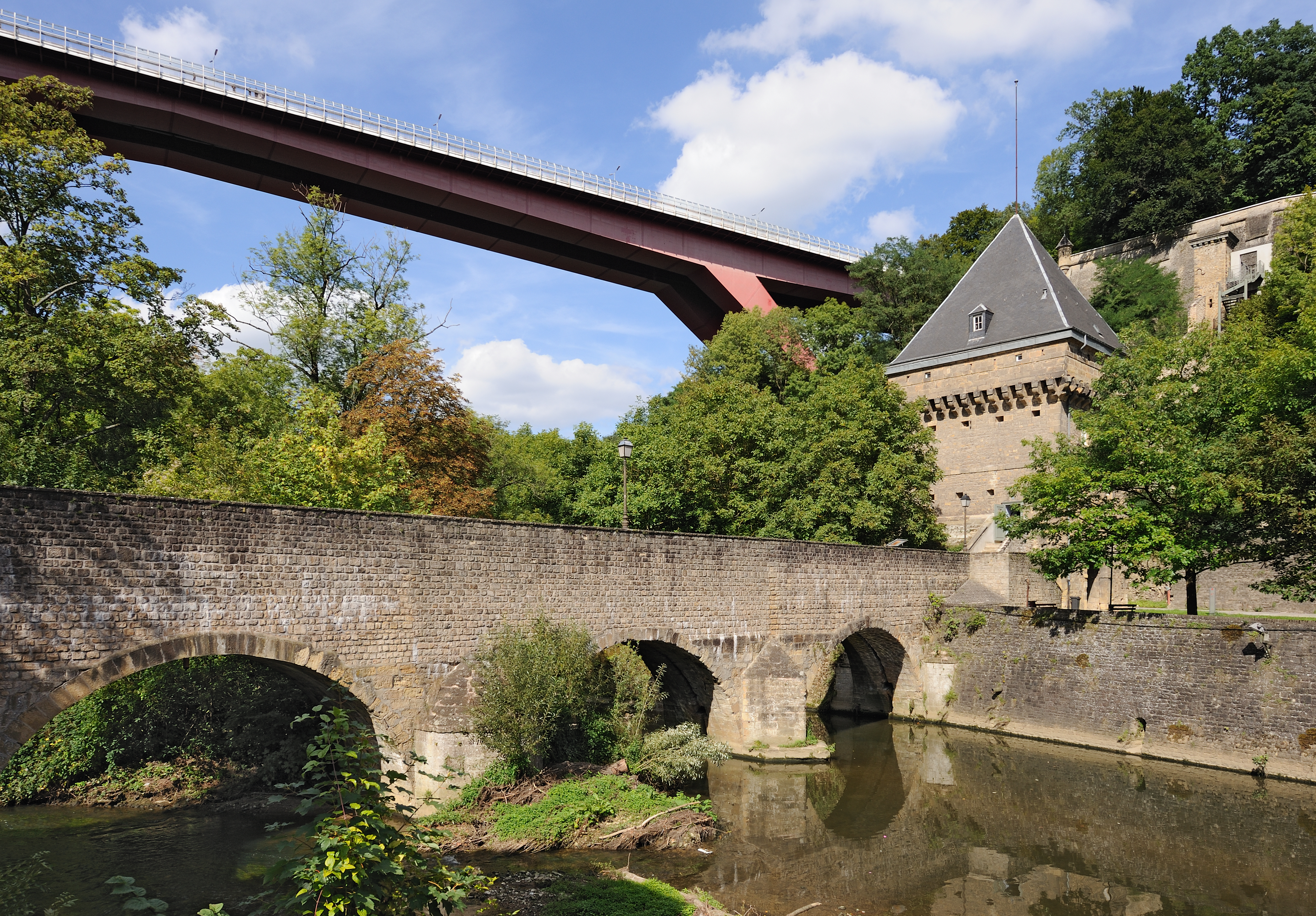
Béinchenbron (omkring 1786) och Stohertiginnan Charlottebron (1965) över Alzette.
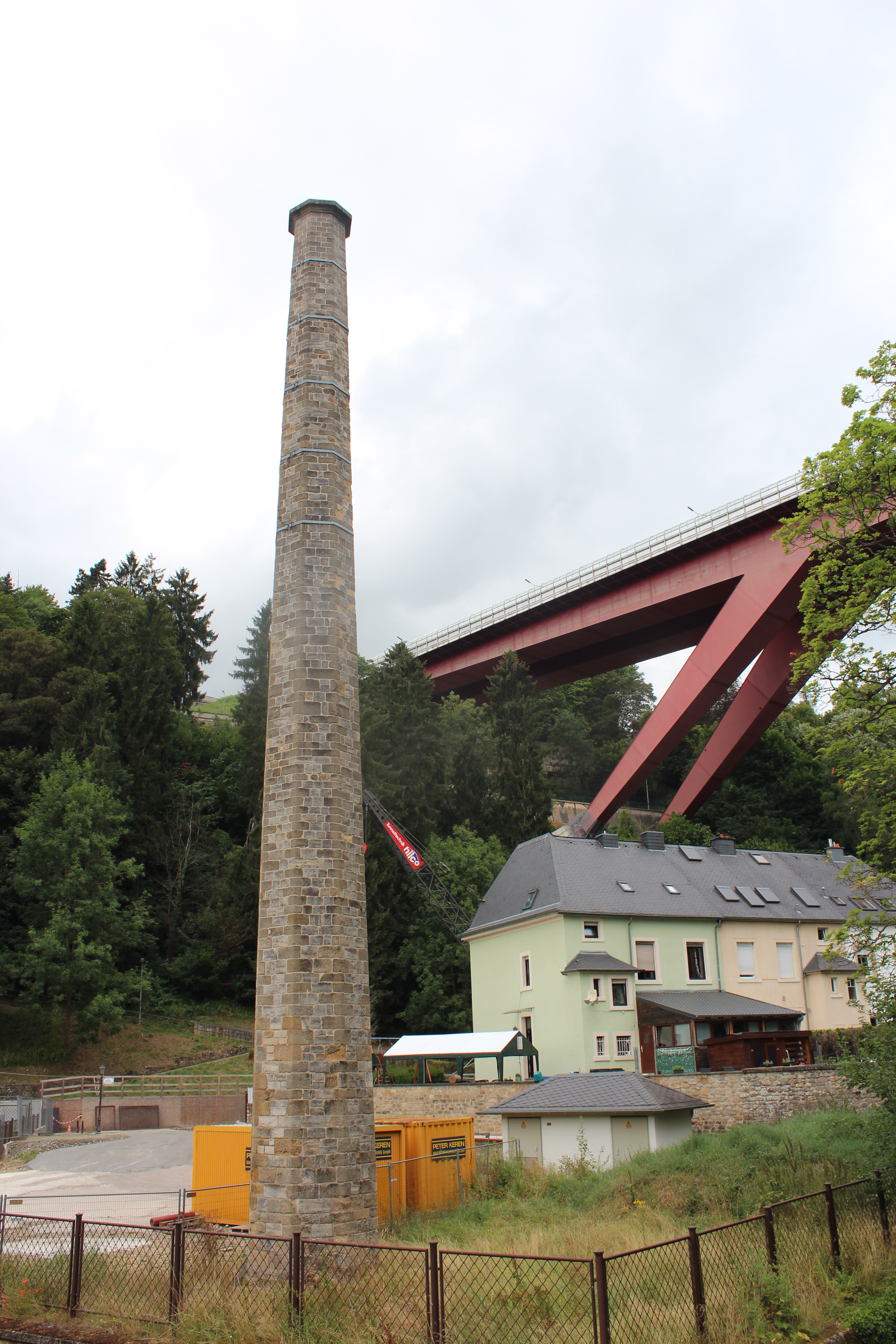
Skorstenen "Féngerlek", som tillhört en tidigare vattenpumpstation.
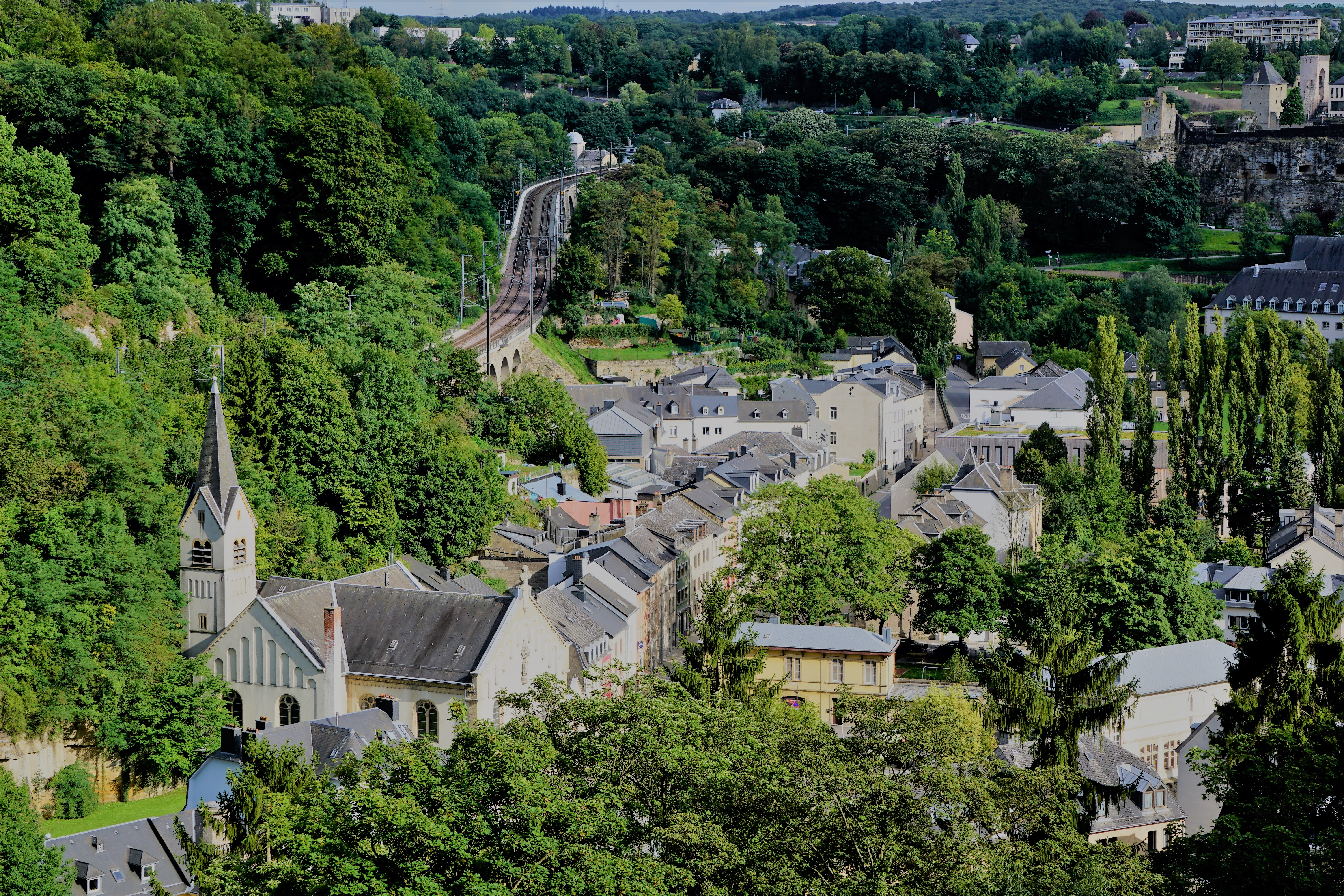
Vy åt sydöst.
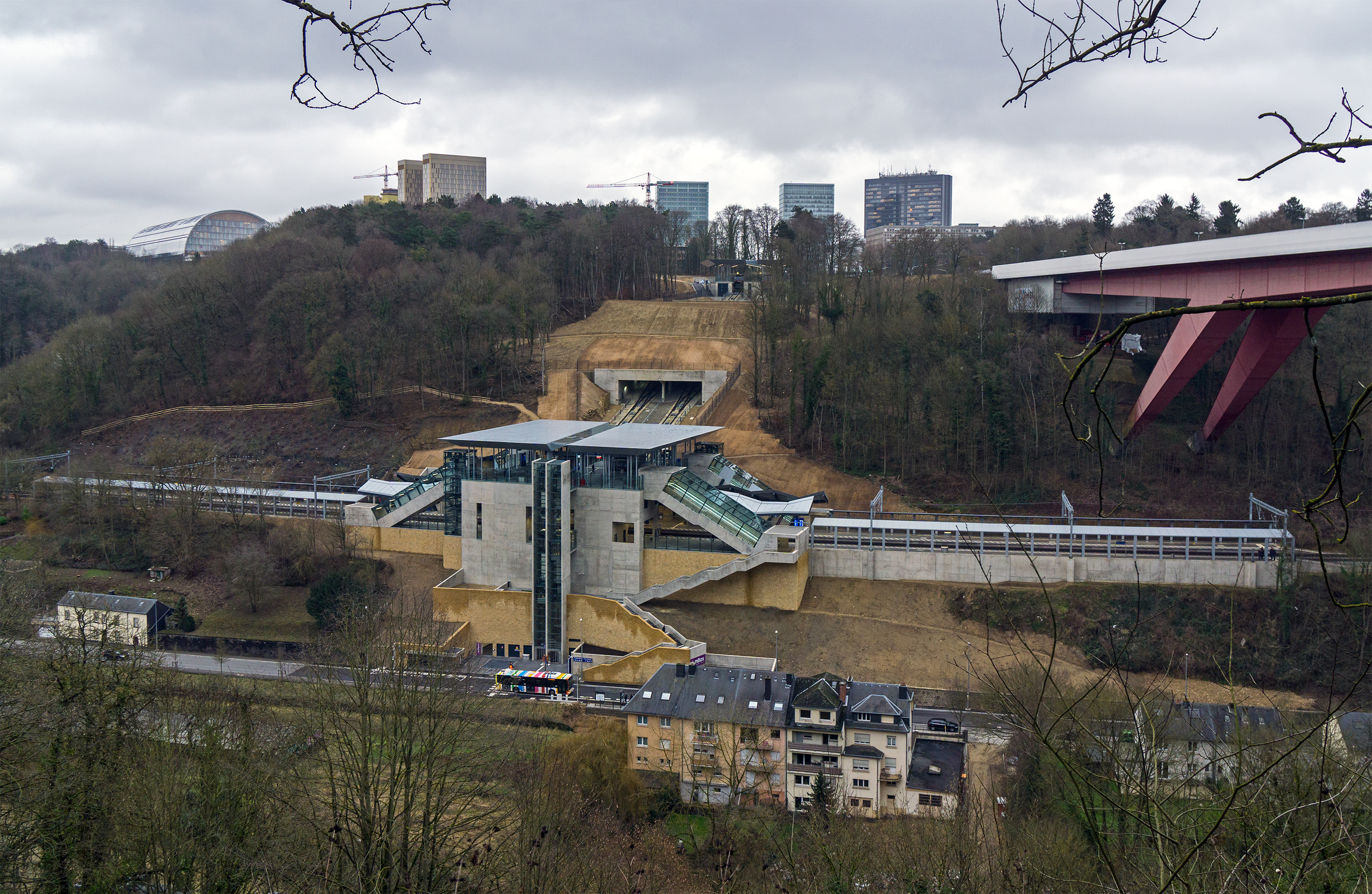
Kirchberg-Pfaffenthal järnvägsstation.
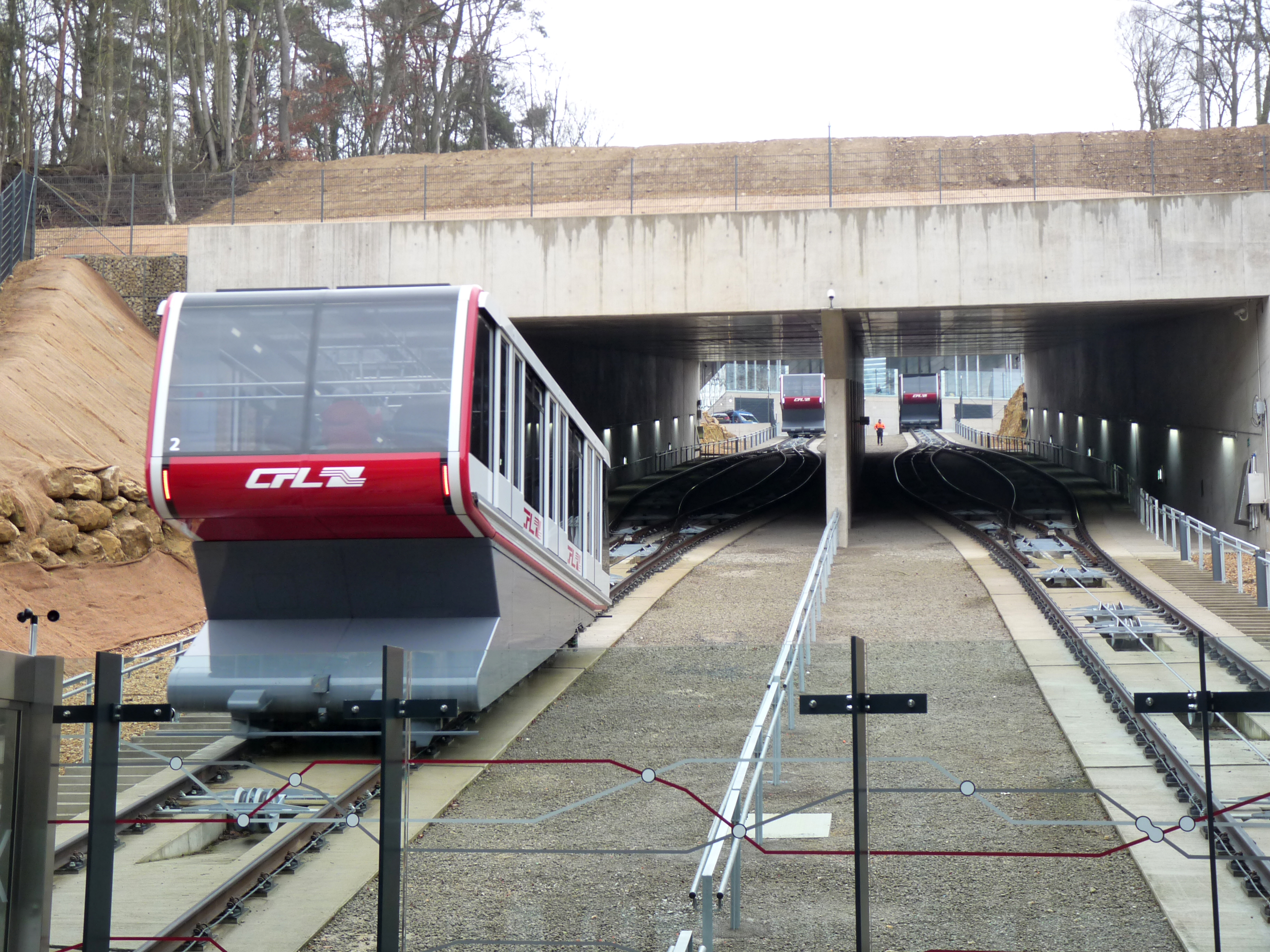
Bergbanan Pfaffenthal–Kirchberg.
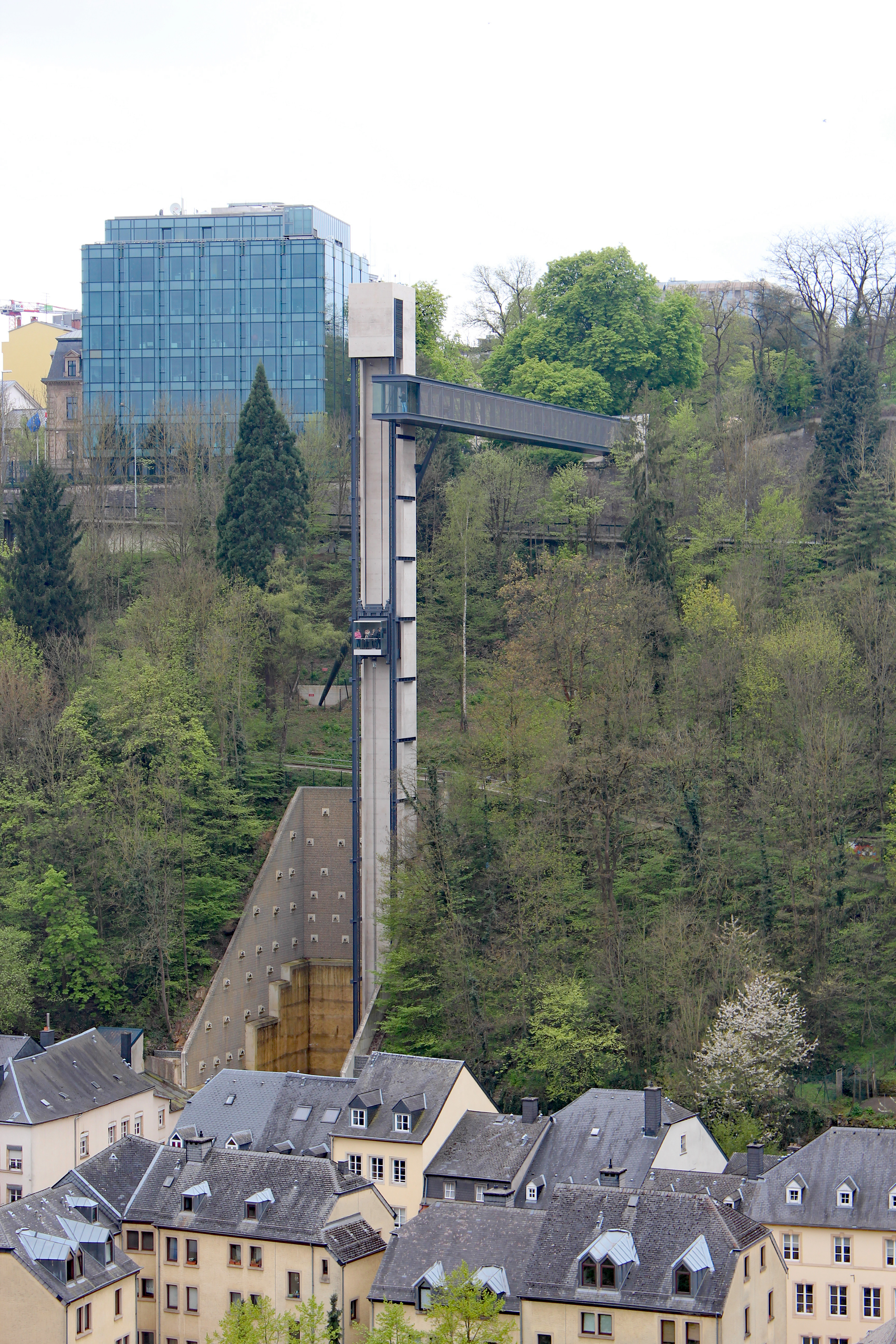
Hissen mellan Pafendall och Uewerstad.